# Mestre de postes

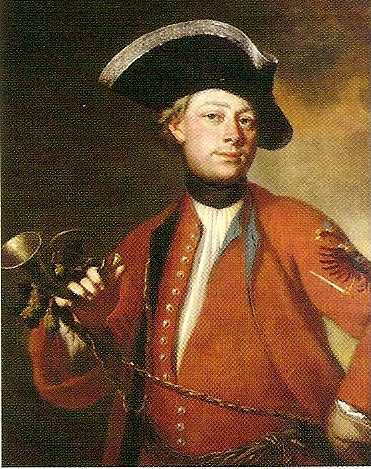
Anselm Franz, príncep de Thurn i Taxis, mestre de postes General del Servei postal Imperial

Els mestres de postes eren els responsables de les parades de postes en què es realitzaven els canvis de cavalls i l'assignació de postillons per als correus, viatgers o guanyats. El director general de correus els expedia els corresponents títols que havien de presentar a l'alcalde del poble on residien i l'administrador principal de correus a la demarcació pertanyien. Les seves assignacions eren proporcionades a l'espècie de servei que l'administració els exigia i als efectes i nombre de cavalleries que s'empressin.

## Funcions
Els mestres de postes tenien les obligacions següents:
- Residir al poble o punt on es trobés la seva parada.
- Observar exactament els itineraris de la línia.
- Mantenir en bon estat de servei el nombre de cavalleries, guarnicions, muntures i altres efectes que les tarifes determinin.
- Preparar amb la deguda anticipació a l'arribada del correu ordinari el bestiar i els efectes necessaris incorpora el relleu.
- Tenir disposats per a casos extraordinaris i imprevistos dos cavalls i un postilló de guàrdia tant de dia com de nit.
- Mantenir de nit una llum a la quadra i una altra al vestíbul.
- Corresponia als mestres de postes la facultat de nomenar i acomiadar els postillons. Cap podia nomenar el que hagi estat acomiadat d'una altra a menys de presentar una certificació de bona conducta forada pel mestre que li despidio del seu servei. Així mateix, havien expedir aquesta certificació en el moment de l'acomiadament.
- En virtut de les facultats que per nomenar i acomiadar els seus postillons, eren responsables de les faltes d'aquests.
- Havien tenir cura que els postillons complissin amb els deures del seu càrrec i que en tots els actes del servei usessin l'uniforme que els està designat.
- Els mestres de postes havien de vigilar no només als seus propis postillons sinó tenir cura així mateix que els de les parades laterals s'observen bona conducta mentre romangueren en la seva evitant que no s'aturessin en ella més temps que el necessari perquè les cavalleries descansessin i no consentint que en tornar sortissin acceleradament amb el bestiar llevat que per a això tinguessin ordre expressa del seu principal.
- Els mestres de postes no podien donar cavalls a cap persona que no tinga la corresponent llicència sota la pena de la pèrdua de l'ofici. Podien pel mateix exigir els part si les expressades llicències als correus i viatgers en posta que arribaven a la parada.
- Aturar als que no fossin proveïts d'aquest document o no els portessin en regla, donant immediatament compte a l'autoritat local i l'administrador principal de correus.
- La legislació espanyola establia un temps màxim que havien de servir en el relleu de cavalleries que no havia de ser superior a quatre minuts de dia i sis de nit.
- Havien de lliurar certificació gratuïta dels plecs d'ofici en paper segellat per a la hisenda pública.[3]

## Gestió de les parades de postes
El mestre de postes gestionava un llibre de matrícula on havien de constar tots els dependents de la posta tant de nombre com a aspirants amb les notes que jutgessin oportunes respecte de la seva conducta i zel en el compliment dels seus deures. En ell es trobava també inventariat el bestiar de la parada i els efectes de qualsevol classe destinats al servei.
En les línies generals i transversals de primer ordre tenien més els mestres de postes altre llibre de registre perquè els viatgers i correus poguessin anotar les faltes que adverteixin en el servei o l'estat en què es trobés aquella parada o qualsevol altra immediata. Aquest llibre s'havia de presentar necessàriament pel mestre de postes a tot correu o viatger en posta que ho reclamés. Els mestres no podien cedir ni traspassar temporal ni perpètuament les seves parades sense que precedís l'aprovació del govern. Quan per un accident imprevist quedés absolutament abandonada la parada, els dos mestres de postes col·laterals havien comunicar-se entre si immediatament i sense esperar l'ordre de l'administrador de correus del districte.